# Dewy's Adventure
Dewy's Adventure é um jogo de vídeo game desenvolvido com exclusividade para o console Wii pela Konami. O jogo foi desenvolvido pela mesma equipe de Elebits (também para o Wii). O jogo tem múltiplos reviews.

## O jogo
O jogo possui seis mundos com desafios e inimigos. O Wii Remote é utilizado para controlar Dewy. O Wii remote posicionado horizonltamente é utilizado para mover Dewy sobre a tela.
Modo Editar
Dewy's Adventure possui um nível de edição no qual os jogadores podem criar um nível completo e personalizado, incluindo desafios, inimigos e puzzles.